# Lindorf
Lindorf és un municipi anteriorment independent del districte d'Esslingen, a Baden-Württemberg, i forma part de Kirchheim unter Teck des de 1935.

## Geografia
Lindorf és una vila situada a dos quilòmetres a l'oest de Kirchheim unter Teck, al costat oposat de la carretera federal 8.

## Història

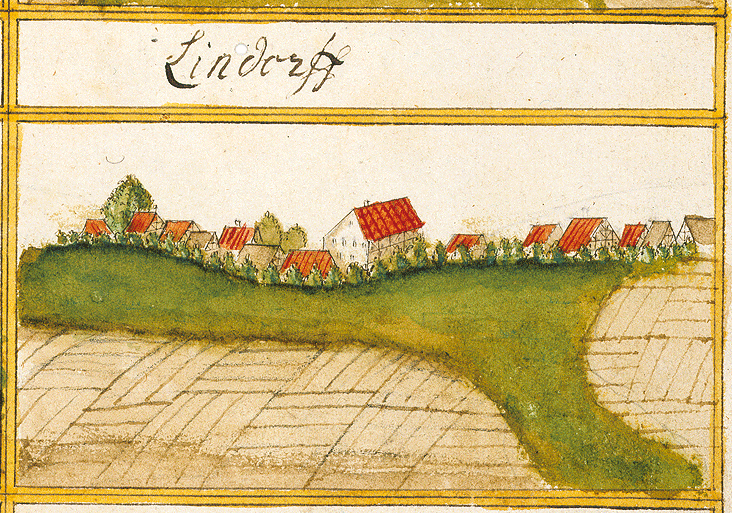
Pintura de Lindorf el 1683, del Forstlagerbuch d'Andreas Kieser.

La vila és esmentat per primera vegada en el tractat de Bempflingen, l'any 1090. Wernher von Lindorf és nomenat testimoni d’aquest tractat. Al Segle XII la contrada fou propietat de la família Zähringen. El poble finalment va acabar pertanyent a Württemberg a través dels comtes d'Aichelberg i dels ducs de Teck, quan el llinatge d'aquests últims s'extingí el segle XV. El convent dominicà de Kirchheim posseïa tres patis senyorials a Lindorf.
El dia 1 L'abril de 1935 es va produir la incorporació forçada a Kirchheim, es van abolir el consell municipal i l'alcalde. No va ser fins al 1992 que el consell municipal de Kirchheim va decidir crear de nou un consell local a Lindorf i nomenar-hi un alcalde honorari. Juntament amb Ötlingen, Lindorf es va situar així en igualtat de condicions amb els municipis de Jesingen i Nabern, que es van incorporar el 1974 com a part de la reforma administrativa.

## Escut d'armes
No hi ha proves que indiquin que Lindorf tingués mai un escut d'armes oficial. Un segell de l’alcaldia de l'any 1829 mostra, però, els tres pals de cérvol de Württemberg sobre un fons blanc (en comptes del fons groc de l'escut de Württemberg).

## Edificis

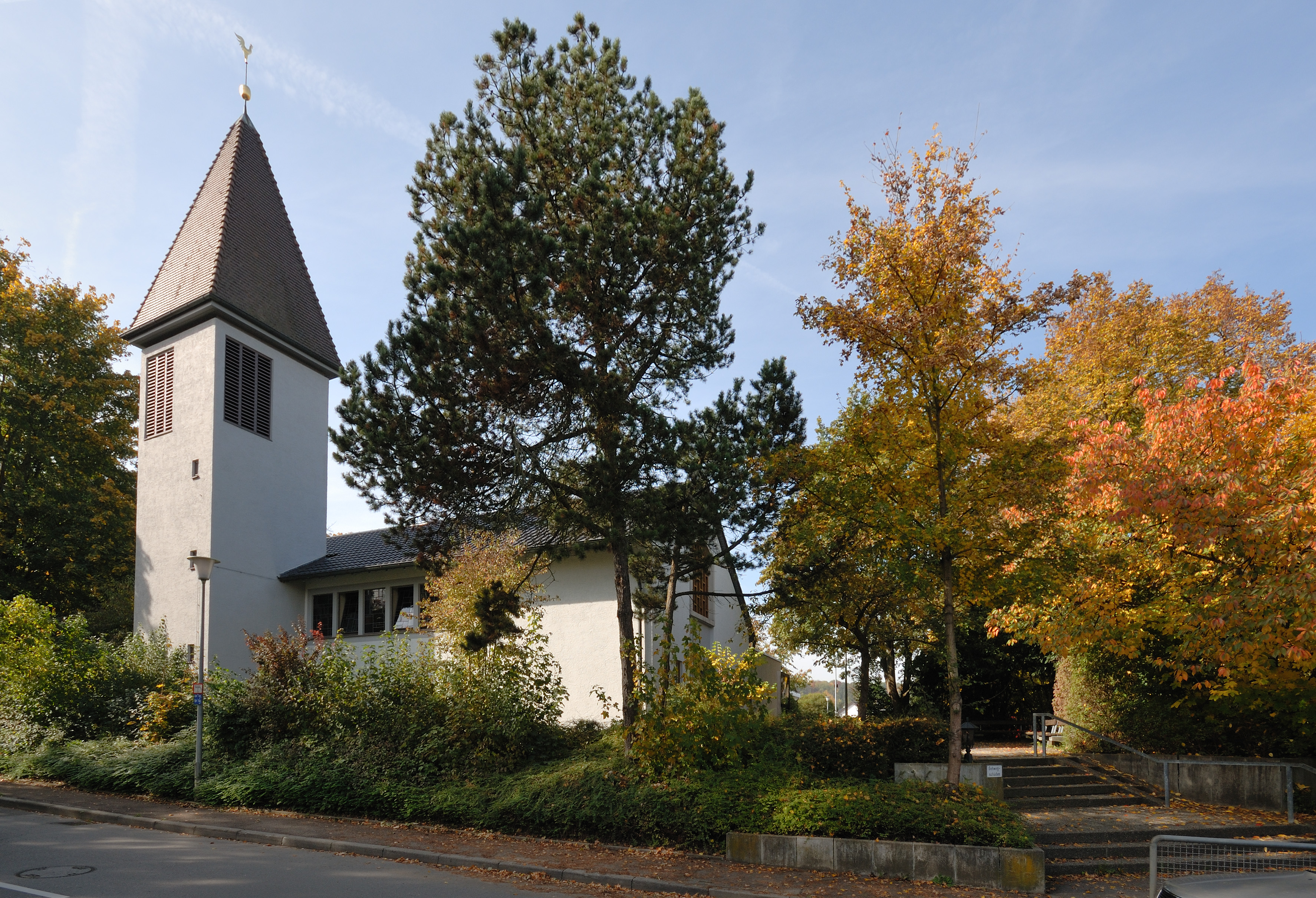
Matthäuskirche

Al centre del poble hi ha un ajuntament des del 1829, on també es feia escola. El 1897 es va construir una casa escolar. El 1984 es va construir un centre comunitari per a les associacions locals i el 1998 un jardí d'infants independent.

## Trànsit
El poble està connectat amb la carretera federal 8, la carretera comarcal EI 1204 en direcció a Kirchheim i la carretera principal 297 en direcció a Nürtingen.

## Personalitats
- Wilhelm Seifried (1855-1927), membre del parlament estatal, va ser agricultor i alcalde a Lindorf.